# Route nationale 31
La route nationale 31 (RN 31 o N 31) è una strada nazionale lunga 233 km che parte da Rouen e termina a Reims.

## Percorso
La N31 comincia dalla N28 nella città di Rouen e raggiunge Gournay-en-Bray: questo primo troncone apparteneva alla N30 e venne rissegnato nel 1972 alla N31, che in origine partiva da Gournay. In seguito aggira Beauvais e Clermont-en-Beauvaisis, mentre la vecchia variante declassata a D931 ne attraversa il centro.
Ancora oggi passa invece per il centro di Compiègne da dove segue il fiume Aisne per raggiungere Soissons e, da qui, corre lungo la Vesle fino a Reims. Prima del 1972 la N31 proseguiva oltre la città (oggi col nome di D931): dopo un tratto in comune con la N44 si dirigeva a sud-est e terminava poco dopo Valmy, innestandosi sulla N3.